# بيجان (دير حافر)
بيجان قرية سوريّة تتبع إداريّاً لمحافظة حلب منطقة دير حافر ناحية رسم حرمل الإمام، بلغ تعداد سكانها 635 نسمة حسب التعداد السكاني لعام 2004.